# Magnicourt-en-Comte

Magnicourt-en-Comte este o comună în departamentul Pas-de-Calais din Franța. În 1 ianuarie 2022 avea o populație de 645 de locuitori.